# Giovanni Battista Candotti
Giovanni Battista Candotti (Codroipo, 1º agosto 1809 – Cividale del Friuli, 11 aprile 1876) è stato un compositore, organista e presbitero italiano.

## Biografia
Autodidatta, fu un raffinato cultore della musica sacra. Attivo come maestro di cappella del duomo di Cividale, svolse tale servizio come successore di Giovanni Battista Rizzotti e ricoprì questa carica fino alla morte, quando prese il suo posto il suo allievo Jacopo Tomadini (che Candotti amava definire come il suo più grande capolavoro), anch'egli sacerdote.
Candotti, assieme al suo allievo, promosse una riforma della musica sacra, eliminando o quantomeno riducendo gli interventi solistici dei cantanti e facendo sparire ogni forma operistica che in quel tempo dilagava abbondantemente nelle chiese, cosa che si può notare in particolar modo nei brani scritti dopo il 1845-'50. Tale riforma si nota facilmente nelle opere vocali e vocali-strumentali della maturità (nelle quali fa un più ampio uso del contrappunto attenendosi a volte ad uno stile palestriniano), ma molto di meno in quelle organistiche, ove spesso si notano ancora gli influssi rossiniani ed operistici tanto in voga in quegli anni nelle chiese.
Nel secondo periodo della sua vita fu estremamente autocritico anche nei confronti della sua stessa musica e stilando un catalogo cronologico delle sue opere non mancò di annotare, accanto a molte delle sue opere giovanili, dei commenti sarcastici circa la scarsa qualità di tali brani.
Fra l'enorme corpus musicale, quasi tutto conservato manoscritto nell'archivio Capitolare di Cividale del Friuli, si possono ricordare molti brani di elevato spessore musicale, come la messa in re min. op.330, i mottetti alla Palestrina, l'inno di San Giovanni Nepomuceno (brano commissionato appositamente dalla cappella imperiale di Praga).